# 캐슬린 스티븐스
캐슬린 스티븐스(영어: Kathleen Stephens, 1953년 9월 22일~ )는 미국의 여성 외교관이다. 2008년부터 2011년까지 주한 미국 대사를 지냈다.

## 생애

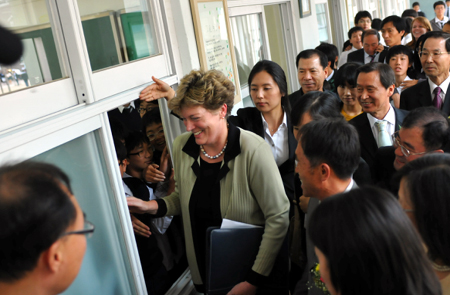
33년 전 원어민 영어 교사로 있었던 예산중학교를 다시 찾은 캐슬린 스티븐스 대사(2008년 10월 8일)

텍사스주에서 태어났으며, 뉴멕시코주와 애리조나주에서 성장했다. 가족은 몬태나주에 기반을 두고 있다. 애리조나 주의 프레스콧 대학교에서 동아시아학 학위를 취득하였고 매사추세츠주의 하버드 대학교에서 석사 학위를 받았다.
1972년에서 1973년까지 홍콩대학교에서 수학하였다. 평화봉사단원에 들어가 대한민국 복무를 자원하여, 1975년에서 1977년까지 충청남도 예산군 예산중학교에서 영어를 가르쳤으며, 이 때 심은경이라는 한국 이름을 지었다. 이때의 경험으로 한국어에 능통하게 되었으며, 그 외에도 중국어와 세르비아어를 구사할 수 있다. 한국인 전남편과 아들 하나를 두고 있다.
국무부에 들어가 외교관으로 활동했으며, 1983년 ~ 1989년 다시 대한민국에 와서 서울의 대사관과 부산의 영사관에서 근무하기도 했다. 중화인민공화국, 영국, 포르투갈 등지에서 근무한 후 2005년 ~ 2007년 동아시아태평양 담당 선임 고문을 역임했다. 2008년 1월 23일 미국 조지 W. 부시 대통령은 그를 주한미국특명전권대사로 지명한다고 발표했다. 2008년 8월 1일 미 상원의 인준을 받아 9월 23일 대한민국에 부임했다. 대한민국 정부 수립 이후 21명의 대한민국 주재 미국 대사 가운데 최초의 여성이며, 한국어를 구사할 수 있는 최초의 미국 대사이기도 했다.
약 3년 간 대한민국 주재 대사로 근무한 후, 2011년 9월 30일 이임하였다. 2014년 5월, 공석중인 인도 주재 대사 대행으로 임명되었으며 대사 임기가 종료된 2015년에 한국외국어대학교 석좌교수로 부임했다.

## 경력
- 1975년 ~ 1977년 : 평화봉사단 단원
- 1980년 ~ 1982년 : 중국 광저우에서 영사
- 1984년 ~ 1987년 : 주한미국대사관 정무팀장
- 1987년 ~ 1989년 : 부산 미국 영사관 선임영사
- 1990년 : 유고슬라비아 주재 미국 공관 정치 담당관
- 1992년 ~ 1994년 : 미국 국무부 선임 영국 지역 담당관
- 1994년 ~ 1995년 : 워싱턴 D.C. 백악관 국가안보회의 유럽 담당 국장
- 1995년 ~ 1998년 : 북아일랜드 벨파스트 총영사
- 1998년 ~ 2001년 : 포르투갈 리스본 주재 미국 대사관에서 부대사직 역임
- 2001년 ~ 2003년 : 생태 및 지구 보존국 국장 역임
- 2003년 ~ 2005년 : 유럽·유라시아 담당 부차관보로 근무
- 2005년 6월 ~ 2007년 7월 : 미국 국무부 동아시아태평양 담당 수석 부차관보
- 2007년 7월 : 미국 국무부 동아시아태평양 담당 선임 고문
- 2008년 9월 ~ 2011년 11월 : 주한 미국대사관 대사
- 2008년 : 한글 홍보대사
- 2009년 7월 : 한국박물관개관100주년 기념사업 명예홍보대사
- 2010년 10월 : 미국 국무부 경력공사
- 2014년 6월 : 주인도 미국 대사관 대리대사
- 2015년 9월 : 한국외국어대학교 LD학부 석좌교수
- 2018년 9월 ~ : 한미경제연구소 KEI 소장, CEO
- 2020년 1월 ~ : 코리아 소사이어티 이사장